# Màscara fotogràfica

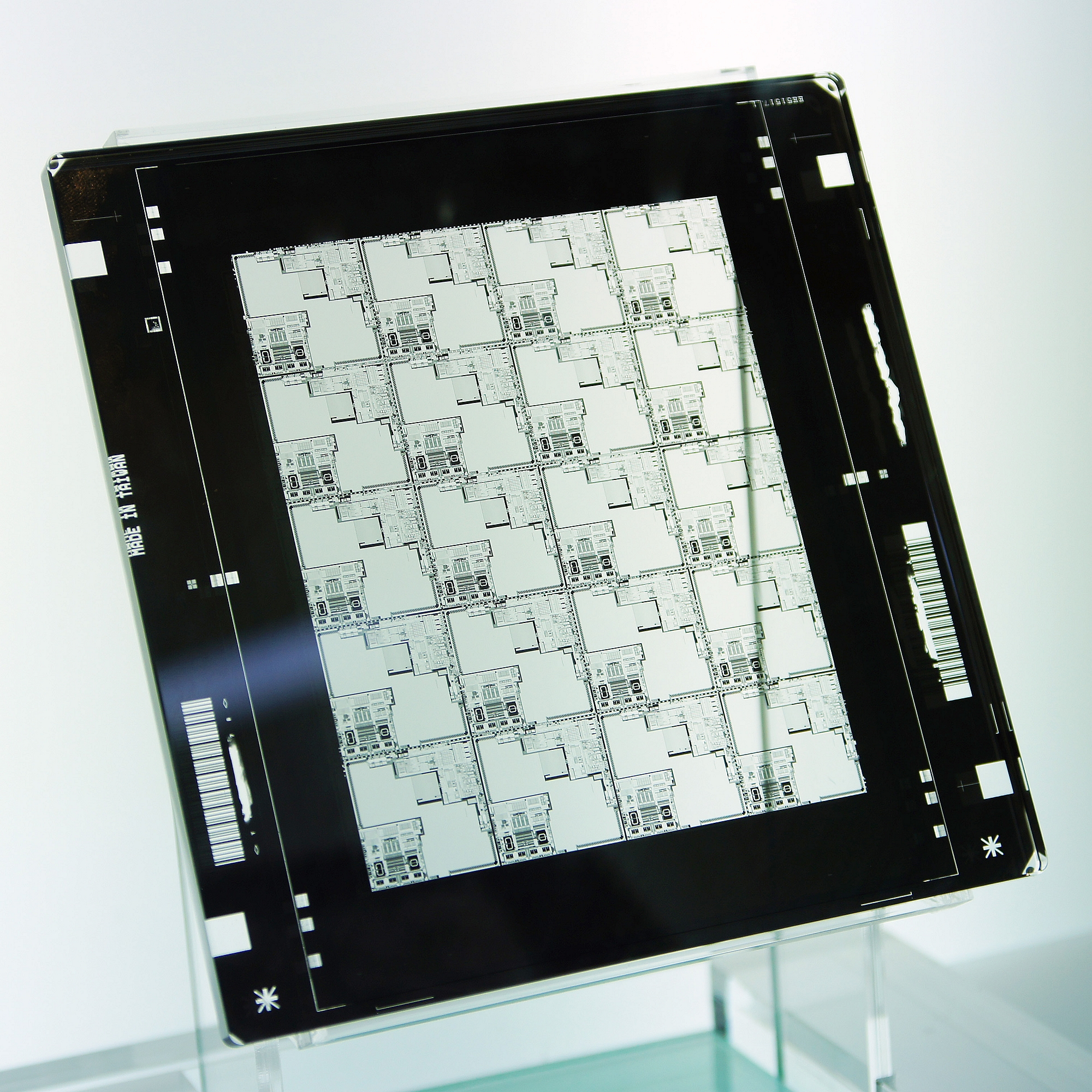
Una fotomàscara

Il·lustració esquemàtica d'una fotomáscara (a dalt) i un circuit integrat (a baix) creat amb aquesta màscara.

Una màscara fotogràfica, fotomàscara (o simplement màscara, depenent del context) és una pel·lícula amb àrees transparents i zones opaques, que deixen que la llum passi o no passi en un procés d'insolació fotogràfica.

## Utilització
Les fotomàscares s'utilitzen comunament fotolitografia. En la fabricació de circuits integrats, un conjunt de fotomàscares, definint cadascuna d'elles, una capa patró, s'introdueix en un pas a pas de fotolitografia (o escàner), i se selecciona individualment per a l'exposició. En les tècniques de modelatge dobles, una fotomàscara correspondria a un subconjunt del patró de capa. Al final el patró de la fotomàscara es projecta reduint-la de quatre a cinc vegades sobre la superfície de l'oblia.